# 7860 Zahnle
7860 Zahnle è un asteroide della fascia principale. Scoperto nel 1980, presenta un'orbita caratterizzata da un semiasse maggiore pari a 2,2628610 UA e da un'eccentricità di 0,1618114, inclinata di 8,31018° rispetto all'eclittica.